# Peltacanthina concinna
Peltacanthina concinna är en tvåvingeart som beskrevs av Günther Enderlein 1924. Peltacanthina concinna ingår i släktet Peltacanthina och familjen bredmunsflugor. Inga underarter finns listade i Catalogue of Life.